# Argentina bidentula
Argentina bidentula är en rosväxtart som först beskrevs av Soj och Ák, och fick sitt nu gällande namn av Soj och Ák. Argentina bidentula ingår i släktet gåsörter, och familjen rosväxter. Inga underarter finns listade i Catalogue of Life.